# Кошаркашка репрезентација Белорусије
Кошаркашка репрезентација Белорусије представља Белорусију на међународним кошаркашким такмичењима.
Кошаркаши из Белорусије су до 1992. играле за национални тим Совјетског Савеза. 

## Учешћа на међународним такмичењима

### Олимпијске игре
Није учествовала

### Светска првенства
Није учествовала

### Европска првенства
Није учествовала